# فرديناند جاسون
فرديناند جاسون (مواليد 22 سبتمبر 1915) هو مبارز بالسيف بلجيكي، مثّل بلاده في الألعاب الأولمبية الصيفية 1948.

## روابط خارجية
فرديناند جاسون على موقع أوليمبيديا (الإنجليزية)